# Gibberel·lina
Gibberel·lina (GAs) és el nom de diverses fitohormones que regulen el creixement i influeixen en diversos processos de desenvolupament biològics, incloent-hi l'allargament de la tija, la germinació, la dormició, la floració, l'expressió del sexe i la senescència de fulles i fruits.
La gibberel·lina es va reconèixer l'any 1926 per primera vegada al Japó pel científic, Eiichi Kurosawa, que estudiava una malaltia fúngica de l'arròs.
Va ser aïllada el 1935 per Teijiro Yabuta, de fongs que produïen la malaltia anomenats Gibberella fujikuroi proporcionats per Kurosawa. Yabuta li donà el nom de gibberel·lina.
L'interès per la gibberel·lina fora del Japó començà en acabar la Segona Guerra Mundial. De seguida es van veure les possibilitats agronòmiques d'aquestes substàncies i cap a principi de la dècada de 1960 ja s'aplicaven a conreus com el raïm per produir-ne sense llavors.

## Química
Són àcids diterpenoides sintetitzats en plastidis i modificats en el reticle endoplasmàtic.
Les gibberel·lines s'anomenen GA1....GAn en l'ordre en què van ser descobertes. l'àcid gibberèl·lic, que va ser la tercera gibberel·lina amb una estructura coneguda, s'anomena GA3.
Cap al 2003, hi havia unes 126 gibberel·lines identificades de plantes, fongs, i bacteris.

GA1
GA3
ent-Gibberellane
ent-Kaurene